# HMX
Pour les articles homonymes, voir HMX (homonymie).
L'HMX ((en) high melting point explosive : explosif à point de fusion élevé, aussi appelé cyclotétraméthylène-tétranitramine ou octogène) est un puissant explosif relativement stable. Cette stabilité n'est pas obtenue au détriment de sa puissance, car il s'agit d'un des explosifs non-nucléaires les plus puissants en 2019.

## Historique
Le HMX a été isolé pour la première fois accidentellement en 1940 par Werner Emmanuel Bachmann (en). En synthétisant un autre explosif, le RDX avec John Clark Sheehan (en), il découvrit le HMX comme sous-produit de la réaction. Il lui fallut trois ans pour déterminer sa structure afin d'en produire davantage, ce qu'il fit en adaptant la synthèse du RDX.

## Propriétés
Il s'agit d'un solide blanc de formule brute C4H8N8O8 fondant à 285 °C dont la vitesse de détonation est de 9 100 m s−1. Sa densité est de 1,91 et son coefficient d'efficacité est de 1,7, soit 1,7 fois plus puissant que le TNT.
De ses quatre formes cristallines (α, β, γ, δ), seule la forme β est utilisée car elle est stable au plan thermodynamique. Le β-HMX cristallise sous forme de cristaux monocliniques. Le HMX a une stabilité thermique encore plus grande que l’hexogène (voir RDX). L’eau en est un flegmatisant efficace à partir d’un taux de 15 %.
On le prépare par l’action d’acide nitrique concentrée sur de l’héxamine en présence de nitrate d'ammonium et d’acide acétique concentré.
Bien que très stable, même en mélange avec d'autres produits, il est relativement sensible aux chocs et doit être stabilisé pour le transport. Actuellement, il est principalement utilisé comme explosif militaire dans les missiles ou les bombes, ainsi que propulseur solide pour fusées. Il n'est guère utilisé en usage civil à cause de son prix élevé ; son usage principal est comme détonateur pour permettre l'explosion d'un explosif principal moins cher mais plus difficile à allumer. On s'en sert également pour confectionner des cordons de détonation performants.

## Toxicité
Du fait de son usage confidentiel, il existe peu de cas connus d'intoxication à l'HMX. Le premier recensé remonte à 2006, lorsqu'un homme de 28 ans a été pris de crises convulsives après une journée de tamisage manuel d'octogène sec.